# 科斯京斯基环形山
科斯京斯基环形山（Kostinskiy）是月球背面北半部一座古老的大撞击坑，约形成于39.2-38.5亿年前的酒海纪，其名称取自俄罗斯/前苏联天文学家谢尔盖·康斯坦丁诺维奇·科斯京斯基(Sergei Konstantinovich Kostinsky，1867年-1937年)，1970年被国际天文学联合会批准接受。

## 描述

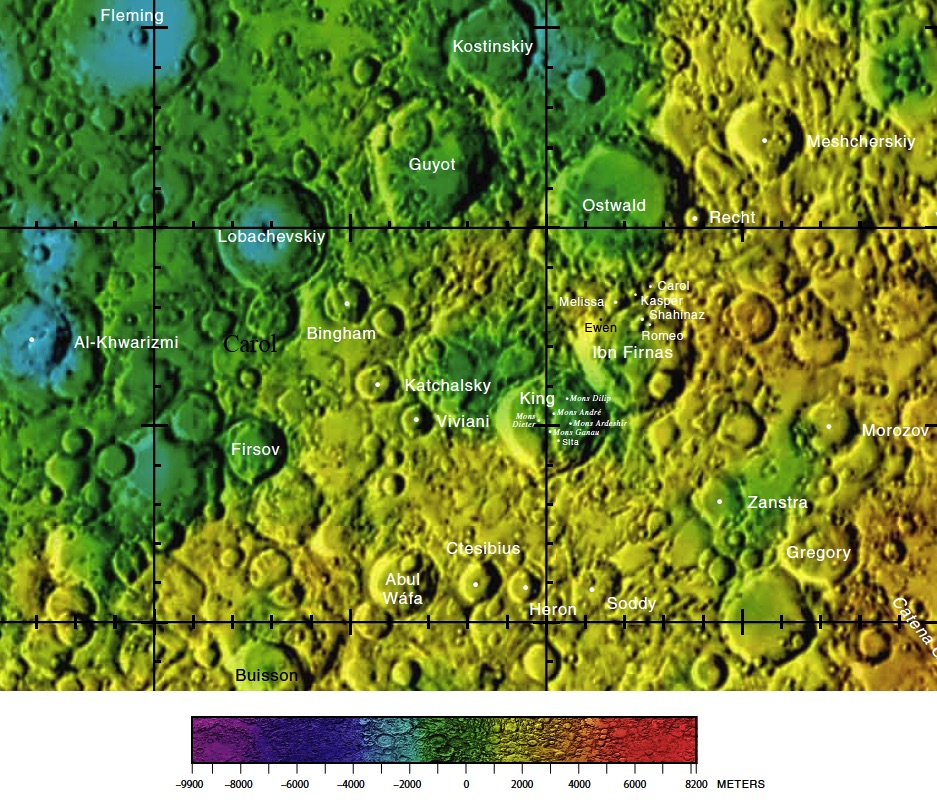
科斯京斯基环形山的周边，月球背面详图。

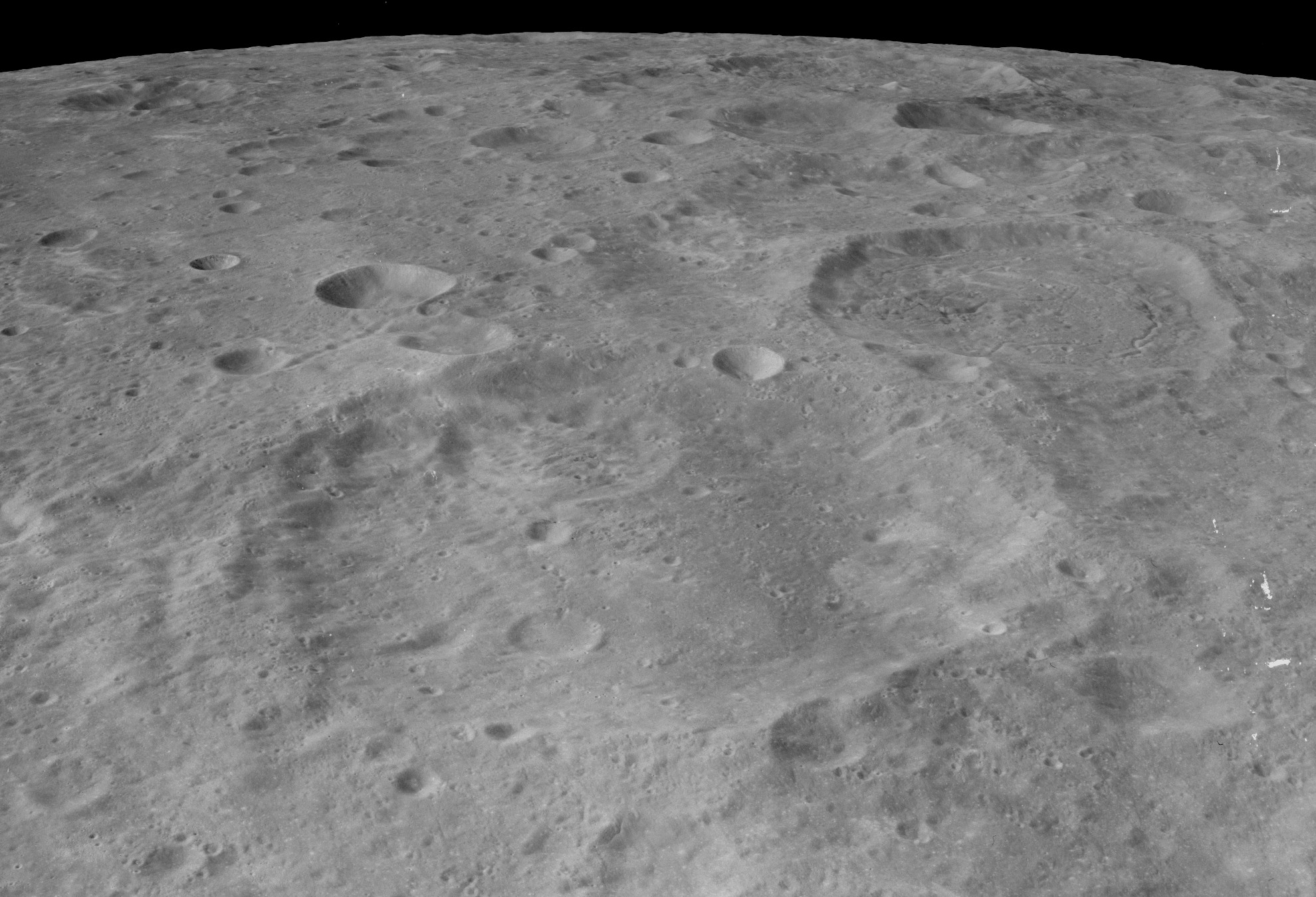
阿波罗16号拍摄的盖奥特环形山(中前方)和科斯京斯基环形山(中右)斜视图

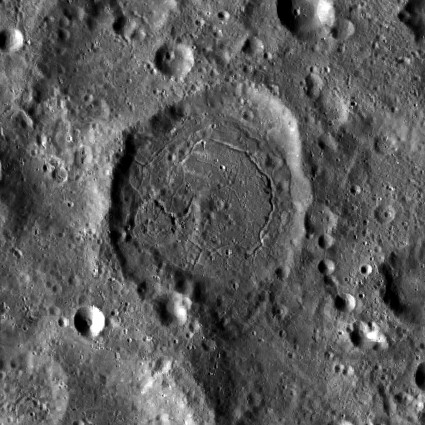
月球勘测轨道飞行器拍摄的图像

该陨坑西侧毗邻更大的弗莱明环形山的东面、西北毗邻张衡环形山、奥尔科特环形山位于它的北面、东南偏东和东南分别坐落了梅谢尔斯基环形山和奥斯特瓦尔德环形山、而它的西南偏南则几乎与盖奥特环形山相连接。

该陨坑中心月面坐标为14°26′N 118°51′E / 14.43°N 118.85°E，直径67.91公里，深度约2.75公里。

科斯京斯基环形山外观呈不规则多边形状，东南侧向外伸出。该陨坑坑壁已严重磨损，其中东南侧几乎完全损毁，东侧和西南壁各切入了一座小陨坑。科斯京斯基环形山坑壁最大高出周边地形1320多米，内部容积约有5100公里3。坑内地表除西南部不太规则外，其余地区相对平整，环内侧壁底分布有一道弧形月溪。

该陨坑在1970年被国际天文学联合会更名前，曾被称作"210号陨石坑"。

## 卫星陨石坑
按惯例，最靠近科斯京斯基环形山的卫星坑将在月图上以字母标注在该坑的中心点旁。

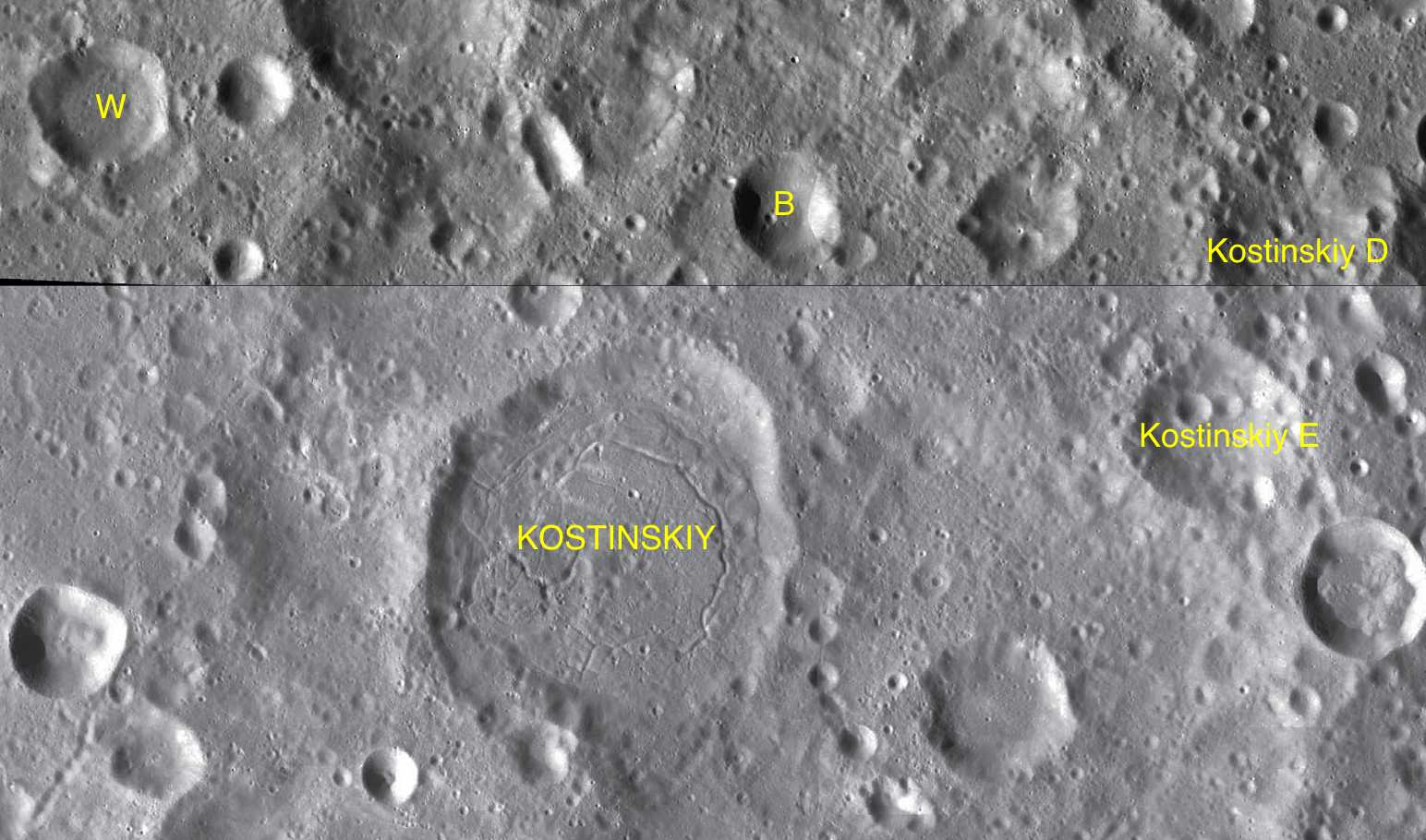
LAC-47和LAC-65拼接图

| 科斯京斯基 | 纬度    | 经度     | 直径    |
| ---------- | ------- | -------- | ------- |
| B          | 16.3° N | 119.9° E | 20 公里 |
| D          | 16.0° N | 122.8° E | 32 公里 |
| E          | 15.1° N | 122.4° E | 26 公里 |
| W          | 17.2° N | 115.6° E | 24 公里 |

## 另请参阅
- Andersson, L. E.; Whitaker, E. A. . NASA RP-1097. 1982.
- Blue, Jennifer. . USGS. July 25, 2007  [2007-08-05]. （原始内容存档于2012-04-12）.
- Bussey, B.; Spudis, P. . New York: Cambridge University Press. 2004. ISBN 978-0-521-81528-4.
- Cocks, Elijah E.; Cocks, Josiah C. . Tudor Publishers. 1995. ISBN 978-0-936389-27-1.
- McDowell, Jonathan. . Jonathan's Space Report. July 15, 2007  [2007-10-24]. （原始内容存档于2012-02-08）.
- Menzel, D. H.; Minnaert, M.; Levin, B.; Dollfus, A.; Bell, B. . Space Science Reviews. 1971, 12 (2): 136–186. Bibcode:1971SSRv...12..136M. doi:10.1007/BF00171763.
- Moore, Patrick. . Sterling Publishing Co. 2001. ISBN 978-0-304-35469-6.
- Price, Fred W. . Cambridge University Press. 1988. ISBN 978-0-521-33500-3.
- Rükl, Antonín. . Kalmbach Books. 1990. ISBN 978-0-913135-17-4.
- Webb, Rev. T. W.  6th revised. Dover. 1962. ISBN 978-0-486-20917-3.
- Whitaker, Ewen A. . Cambridge University Press. 1999. ISBN 978-0-521-62248-6.
- Wlasuk, Peter T. . Springer. 2000. ISBN 978-1-85233-193-1.